# Borinot (planta)
El borinot o mosques (Ophrys balearica) és una planta amb flor del gènere Ophrys. Aquesta abellera és una orquídia endèmica de les Illes Balears. Alguns autors la consideren una subespècie de l'espècie O. bertolonii (Ophrys bertolonii balearica).

## Referències

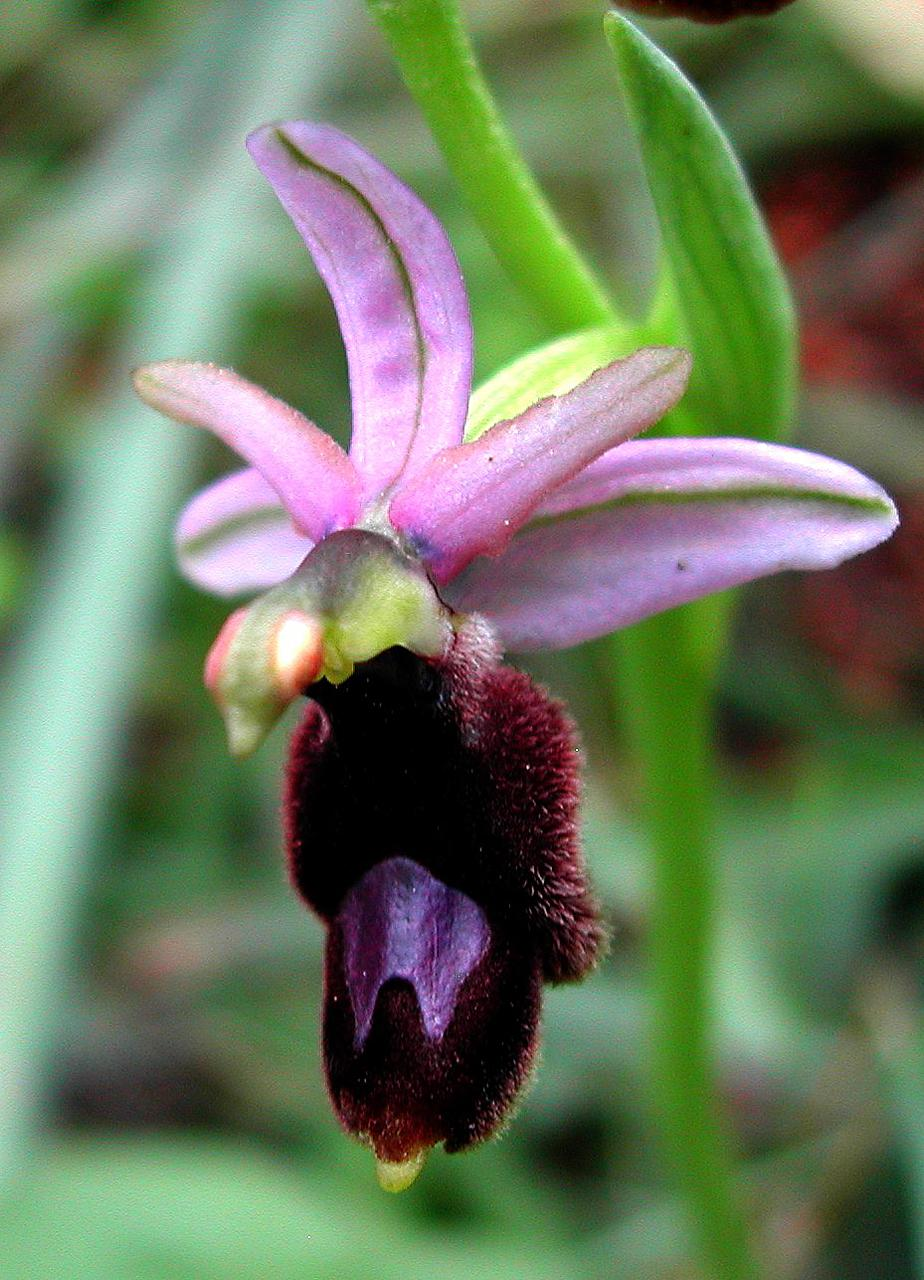
Detall de la flor.